# Hypoplectrodes huntii
Espèce
Hypoplectrodes huntii est une espèce de poissons de la famille des Serranidae.